# Harold Steck
Pour les articles homonymes, voir Steck.
Harold J. Steck (5 mai 1898 - 15 septembre 1962) était un technicien du son américain ayant principalement travaillé pour le studio Disney.

## Filmographie
- 1946 : Mélodie du Sud
- 1947 : Coquin de printemps
- 1948 : Mélodie Cocktail
- 1950 : Cendrillon
- 1951 : Alice au pays des merveilles
- 1952 : Les Oiseaux aquatiques (Water Birds), série True-Life Adventures
- 1953 : Peter Pan
- 1953 : Le Désert vivant, série True-Life Adventures
- 1954 : La Grande Prairie, série True-Life Adventures
- 1955 : La Belle et le Clochard